# HD 27894 b
HD 27894 b是一颗类木行星，质量至少为木星的三分之二或土星的两倍。它离恒星的距离只有水星到太阳的三分之一，围绕它的近圆轨道运转一周只需要18天。